# Høstutstillingen
Høstutstillingen eller Statens Kunstutstilling er en årlig kunstudstilling i Oslo. Den er Norges største markering af samtidskunst og finder sted hvert efterår arrangeret af Norske Billedkunstnere (NBK), en fagorganisation for professionelle billedkunstnere i Norge.
Udstillingen bedømmes på baggrund af fri indsendelse. 'Den Nasjonale Jury', der er ansvarlig for evalueringen af de indsendte arbejder, bestod tidligere af en fagperson inden for hver af teknikkerne maleri, skulptur, grafik, tegning, tekstiler og 'andre teknikker' som fx foto, film, performance, lyd. Fra 2012 vælges juryen uafhængig af fag.
| - Gustav Wentzels Snekkerverksted fra 1881 har fået æren af at give stødet til 'Høstutstillingen' efter at billedet blev afvist i Christiania Kunstforening. - Udstillingsbygningen på foto fra begyndelsen af 1930'erne |
| - Omslag til kataloget for Statens kunstutstilling i 1886. Tegning af Andreas Bloch - Barbro Maria Tiller (no): Gjenstridig flora, installation 2010-12, Høstutstillingen 2012. Foto: Oda Bhar                           |